# Édouard Didron
Édouard Amédée Didron, né à Paris le 13 octobre 1836 et mort dans la même ville le 14 avril 1902, est un maître verrier français.

## Biographie
Édouard Didron est le fils de M. Fiot et de Mlle Didron, neveu et fils adoptif d’Adolphe Didron.
Il reprend l'atelier de fabrication de vitraux créé par son oncle en 1849. Auteur de nombreux ouvrages sur le vitrail, il a exposé aux Salons de 1857 et 1859 et fut membre du comité d’admission et d’installation de l’Exposition universelle de 1878.

## Vitraux
Ses vitraux sont conservés dans les églises parisiennes de :
- Notre-Dame de Paris : l'arbre de Jessé dans la chapelle Sainte-Anne, une légende de saint Eustache et l'histoire de saint Louis pour le chevet de la cathédrale et la moitié des grisailles du chœur côté nord,
- Notre-Dame-de-l'Assomption de Passy,
- Saint-Germain-l'Auxerrois,
- Saint-Louis-d’Antin,
- Saint-Merri,
- Saint-Séverin,
- Saint-Thomas-d’Aquin,
- Saint-Étienne-du-Mont : La procession de la châsse de sainte Geneviève (1882) ;
- Saint-Germain-des-Prés : Saint Joseph et l'Enfant Jésus, 1894 (chapelle Saint-Joseph, déambulatoire)

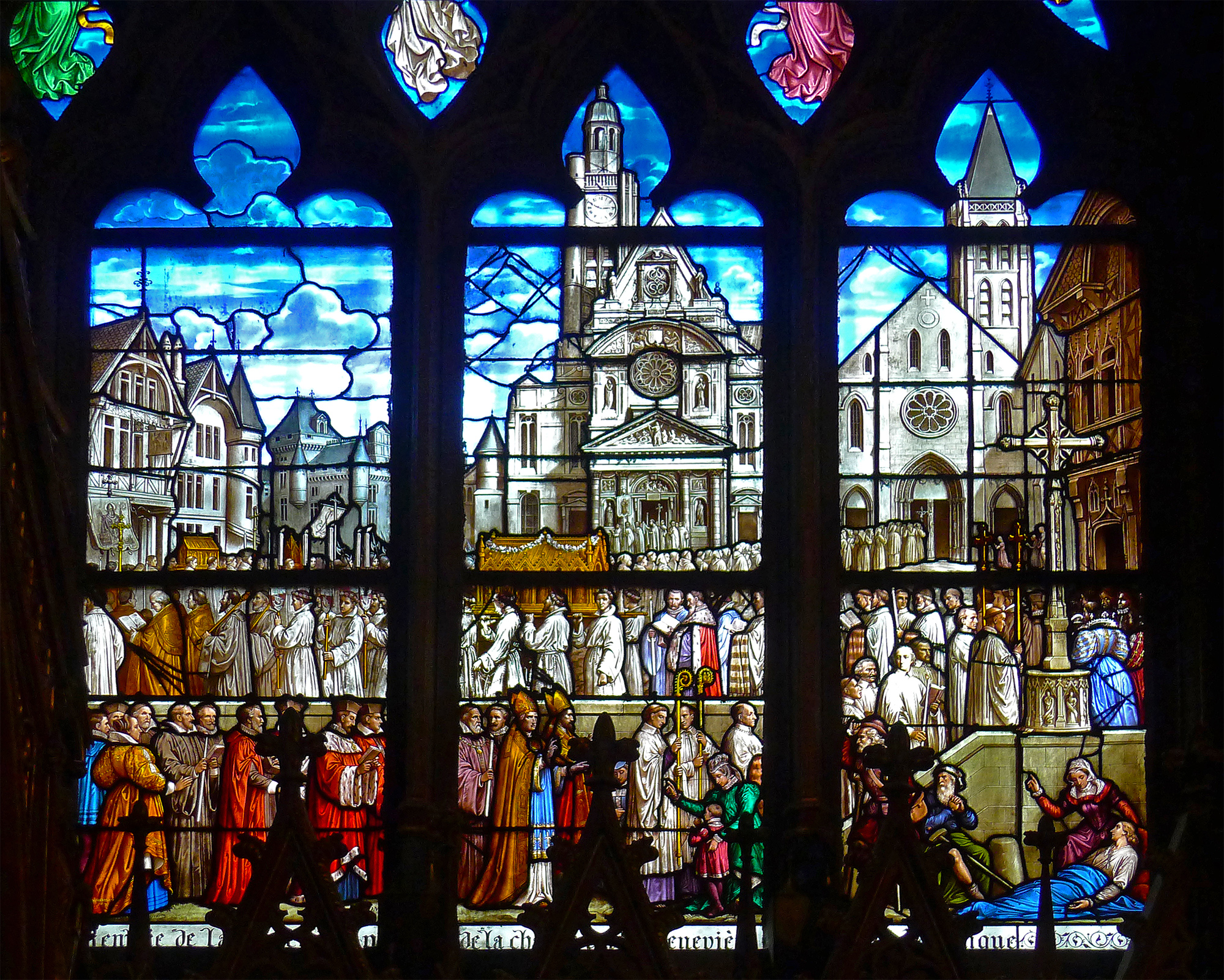
La procession de la châsse de sainte Geneviève : vitrail de l'église Saint-Étienne-du-Mont réalisé en 1882.
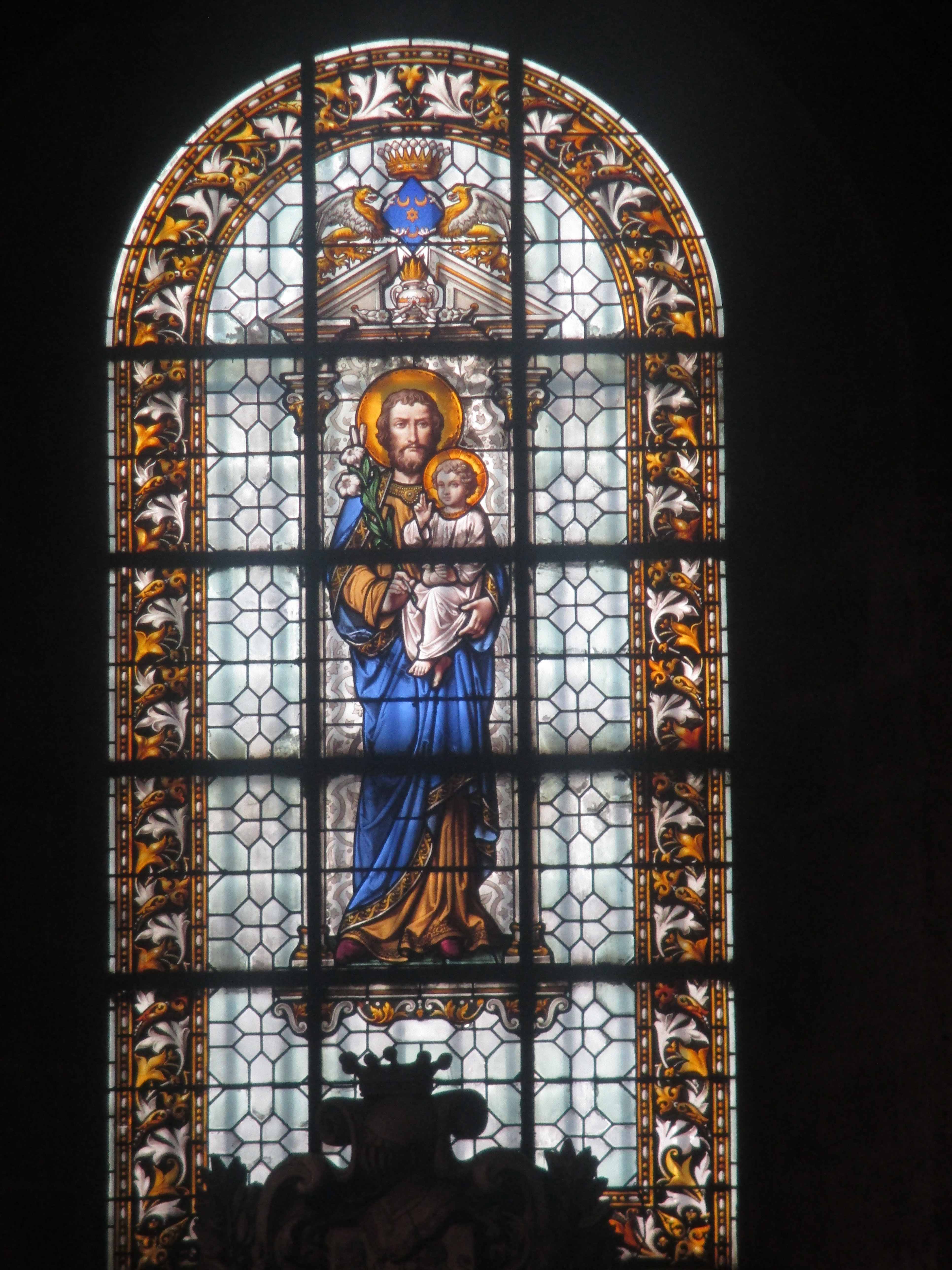
Saint Joseph et l'Enfant Jésus de l'église Saint-Germain-des-Prés.

ainsi que dans les églises :
- d'Aimargues,
- Notre-Dame de Bergerac,
- la Madeleine, Bergerac,
- Sainte-Marie, Bordeaux,
- Saint-Jean à Bourganeuf,
- Notre-Dame de Dijon,
- Saint-Germain de Loisé à Mortagne-au-Perche
- Saint-Pierre-et-Saint-Paul de Guéret,
- Saint-Martin-d'Esquermes de Lille,
- à l'église des Réformés de Marseille,
- Notre-Dame-de-l'Assomption de Neufchâtel-en-Bray : vitrail de Didron, 1873 : La Bataille de Champigny 30 novembre - 2 décembre 1870,
- Saint-Baudile de Nîmes,
- de Saint-Fargeau (Yonne)
- de Saint-Martin-le-Hébert,
- Saint-Sernin de Toulouse,

dans les collégiales :
- Notre-Dame des Andelys,
- Notre-Dame de Beaune,
- Notre-Dame-en-Vaux à Châlons-en-Champagne
- Saint-Pierre du Dorat,

dans les cathédrales :
- Notre-Dame d'Anvers (Belgique),
- Cathédrale Saint-André, Bordeaux,
- Saint-Bénigne de Dijon : vitrail central de l'abside, rangée du bas de gauche à droite, Saint Andoche, Saint Bénigne, Saint Thyrse,
- Notre-Dame-de-la-Treille de Lille,
- Saint-Pierre de Montpellier,
- Notre-Dame-et-Saint-Castor de Nîmes,
- Saint-Front de Périgueux (une quarantaine de vitraux d'Édouard Didron),
- Saint-Maclou de Pontoise,
- ancienne cathédrale Saint-Louis de Carthage,

ainsi que :
- au cimetière du Père-Lachaise à Paris,
- au petit séminaire de Larressore,
- verrière du siège du Comptoir national d'escompte de Paris, rue Bergère à Paris[2].

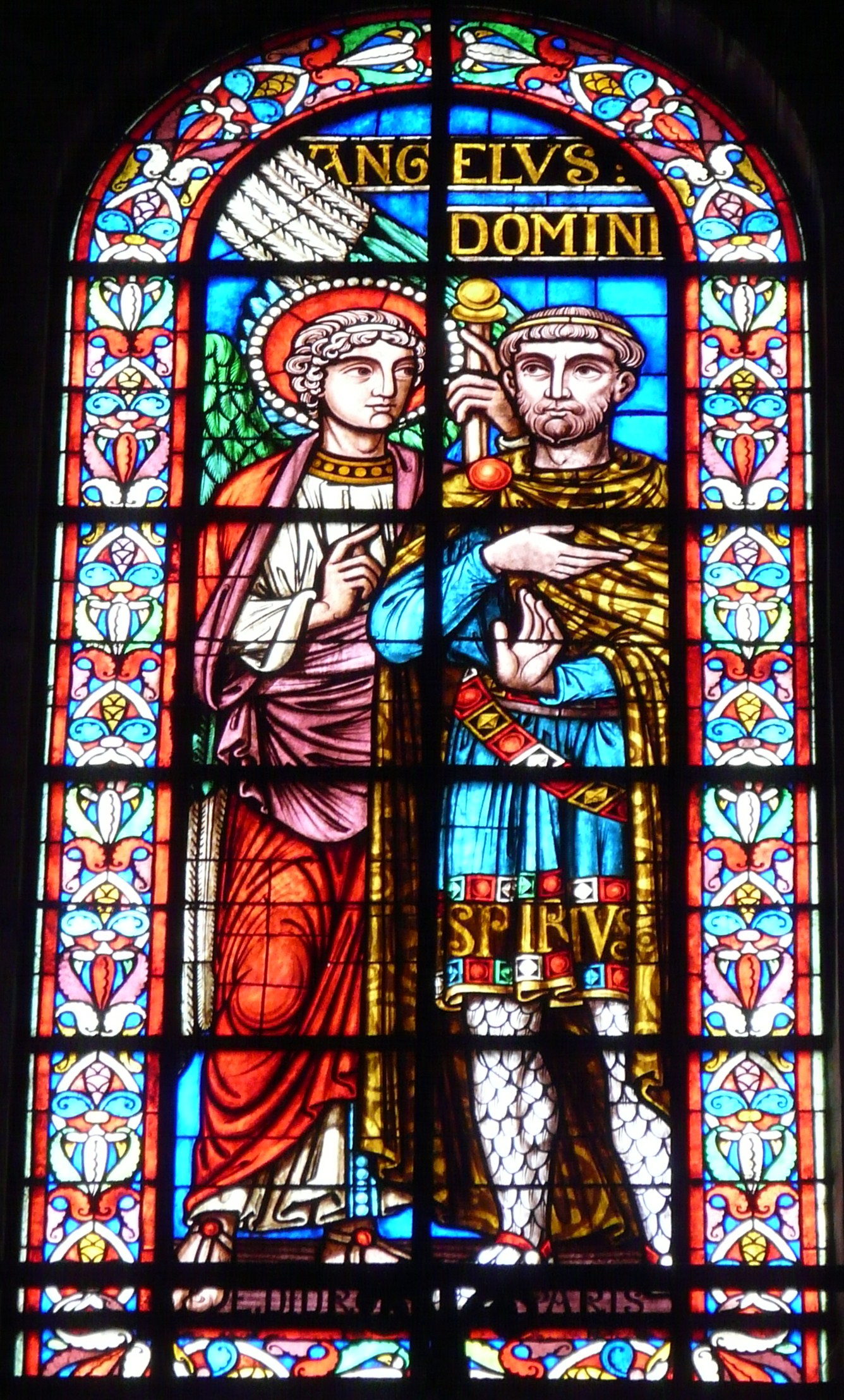
Vitrail représentant un ange en train de convertir le gouverneur Spirius, cathédrale Saint-Front, Périgueux.
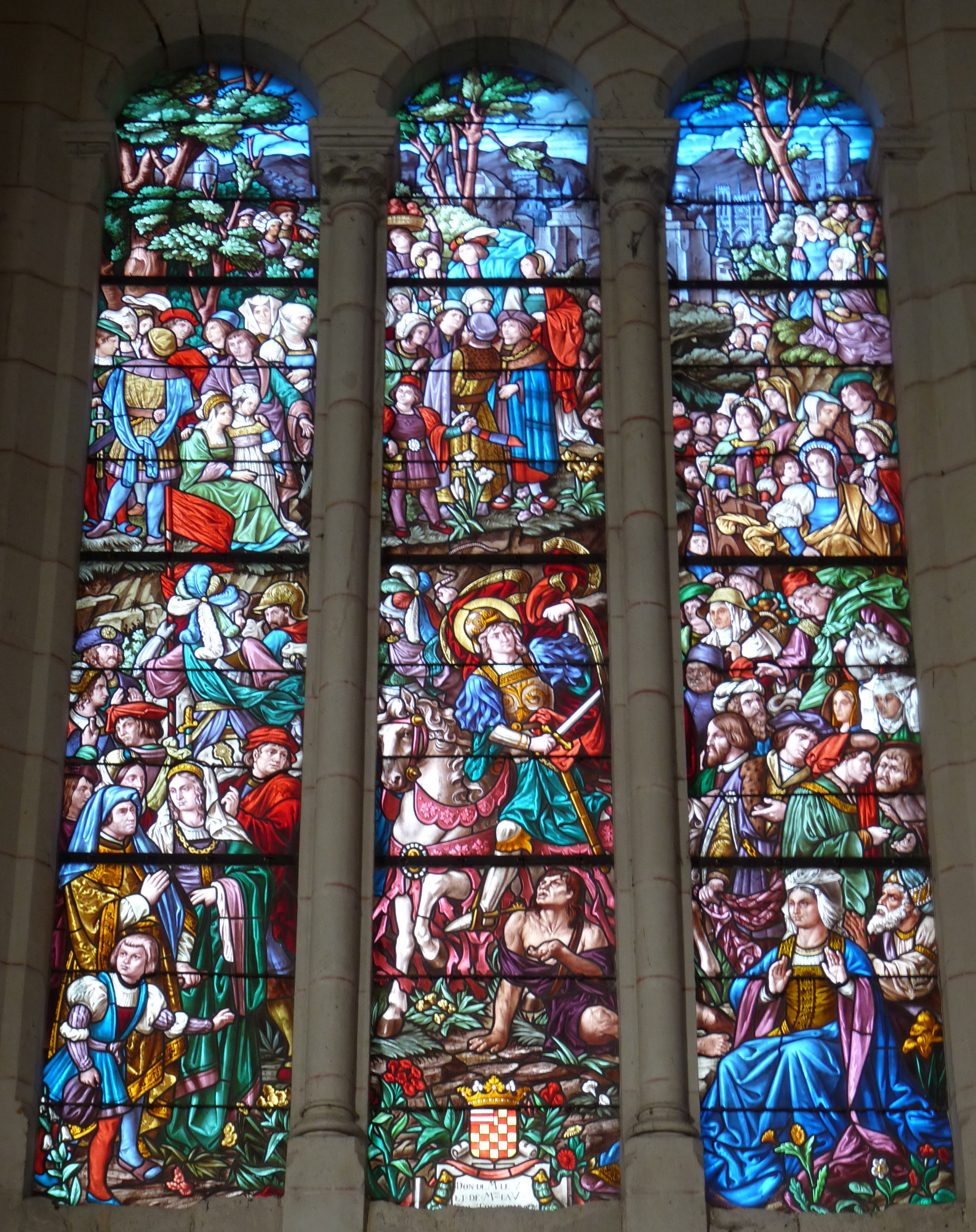
Verrière de saint Martin en l'église Saint-Martin de Fichier:Saint-Martin-du-Bois.
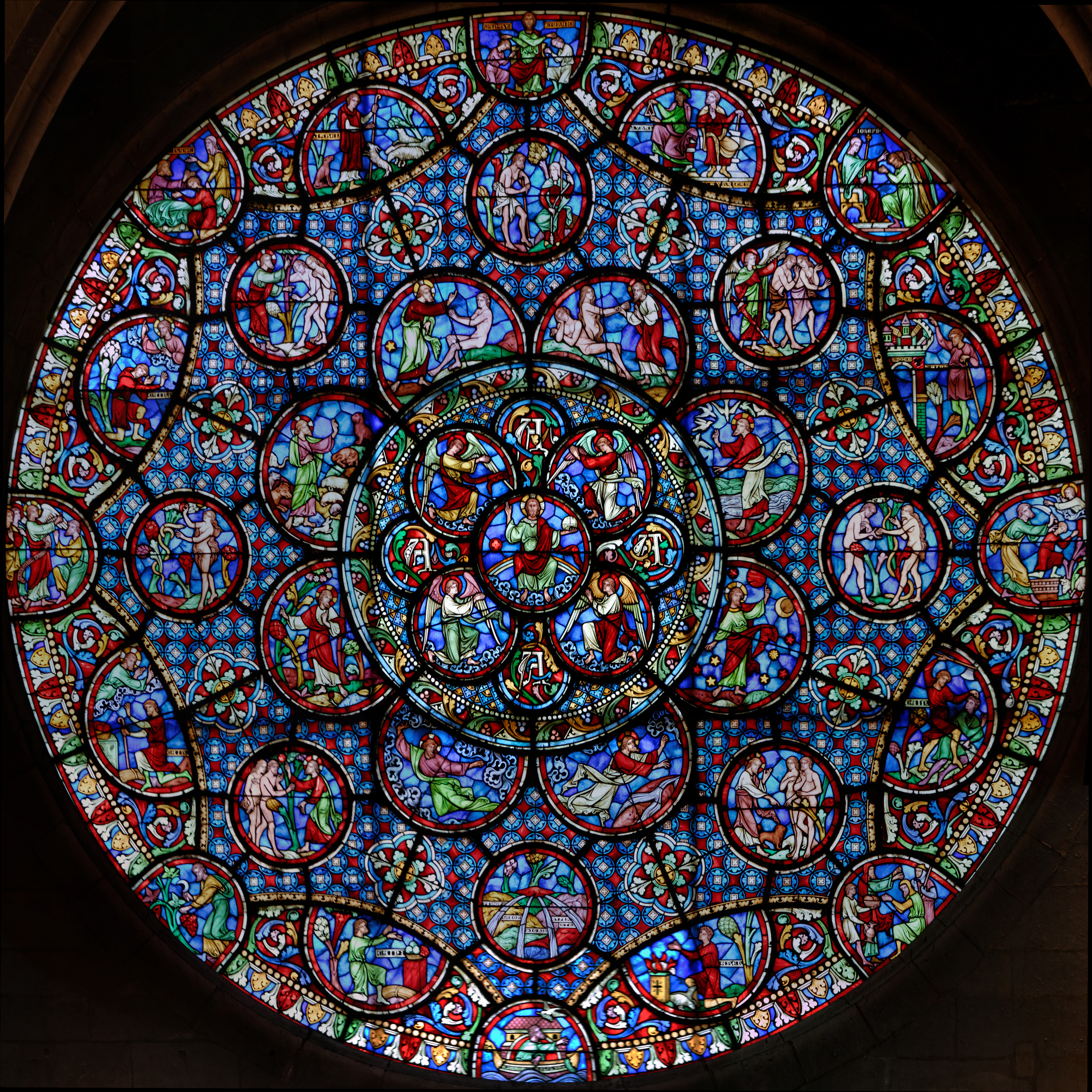
« La création du monde », rosace nord de l'église Notre-Dame de Dijon.